# Philip Anstruther
El tinent General Philip Anstruther (c. 1680 – 11 novembre 1760), de la casa d'Airdrie a Fife, va ser un militar britànic i parlamentari escocès entre 1715-1741 i 1747-1754. Nomenat tinent governador de Menorca el 16 de juny de 1733, va mantenir el càrrec fins al 1747.

## Detalls personals
Philip Anstruther va ser un militar britànic que va néixer a l'entorn del 1680. L'únic fill del Senyor Philip Anstruther de la casa d'Airdrie, a Fife, i la seva muller Katherine Skene; el pare era advocat i Secretari de comptes del Parlament d'Escòcia, va morir el 1682.
Va morir fadrí l'11 de novembre de 1760 i va deixar la seva propietat al seu cosí, Senyor John Anstruther, 2n Baronet.

## Els seus inicis
Hi ha poca informació disponible sobre la carrera militar de n'Anstruther i si va entrar en combat; el 1710, va ser nomenat Capità de la Guàrdia d'Infanteria, però càrrecs com aquest tenien la seva base a Londres i sovint no suposaven servei militar. El 1720, va comprar el títol de Coronel del Cameronians, regiment d'infanteria escocès, rebatejat el 1751 com a 26th Regiment d'Infanteria o Scottish Riffles, que va ser de guarnició a Menorca. Va mantenir el títol fins a la seva mort el 1760.
Els Anstruthers eren una família important a Fife. El seu cosí, Sir John, era diputat per la circumscripció d' Anstruther Burghs. A les eleccions generals britàniques, de 1715 Sir John va sortir elegit membre del parlament per Fife i Philip va agafar el seu relleu a Anstruther Burghs, el qual va retenir fins 1741. Posteriorment tornaria a sortir escollit entre el 1747 i el 1754. El seu únic vot registrat és de 1737, quan va ser l'únic membre escocès de la cambra del Comuns que va donar suport a les represàlies del govern contra els revoltats a Edimburg en els Porteous Riots de 1736; això el va fer molt impopular entre els seus paisans.

## Anstruther Tinent governador a Menorca
Quan el 16 de juny de 1733 Sir Richard Kane va ser nomenat governador titular de Menorca, ell fou nomenat tinent governador. Càrrec que va mantenir fins al 1747. A causa de la vermellor del seu rostre va ser conegut entre els menorquins amb el malnom d'en Vermell.
N'Anstruther havia estat destinat com a tinent governador del castell de Sant Felip des de l'octubre de 1730, però quan va ser nomenat era a Londres i no es va incorporar fins al juliol de 1735. En la seva absència el coronel Handyside fou nomenat tinent governador de Sant Felip i tinent governador de Menorca substitut. En morir, el desembre de 1736, el governador titular Richard Kane, el tinent governador tornava a ser absent. El 1737 havia estat nomenat governador titular el Comte de Hertford però va ser el coronel Willim Pinfold, com a tinent governador de Sant Felip, qui es va fer càrrec de manera interina del govern fins que el 1739 en Vermell va tornar a Menorca, ja amb el rang de brigadier general. El retorn coincidí amb els rumors d'una possible invasió espanyola. Els abusos i corrupcions junt amb la nul·la voluntat de millora de la guarnició són els trets que defineixen la seva gestió. Tot i les circumstàncies tan precàries va aconseguir un permís reial per a tornar a Anglaterra el febrer de 1741. Els coronels Pagett i O'Farrel van asuumir la responsabilitat de la governació en tant que màximes autoritats militars a l'Illa. El gener de 1742 el Tinent Governador fou sotmès a una investigació a la Cambra dels Lords per a esbrinar l'estat militar de Menorca, de la qual sortí immune. L'abril del 1742, el mateix any que fou nomenat governador titular el Comte de Stair, n'Anstruther, tornà a l'Illa, amb el rang de tinent general. Les seves males pràctiques el van dur a enfrontar-se a les autoritats locals i a més a més als oficials de la guarnició i a la Navy.
Anstruther va promoure un tribunal marcial contra el coronel Henry Erskine, per una suposada conspiració en contra seva. A finals de 1744 partí cap a Londres per a respondre d'un seguit d'acusacions. El major general John Wynyard com a governador interí va recollir testimonis sobre les seves actuacions.

## El final de la seva carrera
Com que va sortir una llei que prohibia que els diputats compaginessin el seu càrrec amb un comandament militar a l'estranger, n'Anstruther va renunciar com a tinent governador de Menorca i es tornà a presentar a les eleccions generales britàniques de 1747 per Anstruther Burghs. Malgrat tot, va passar gran part del seu temps defensant la seva actuació a Menorca. També fou atacat pel coronel Erskiner des del Parlament. A les eleccions generales britàniques de 1754, Erskine es va presentar per Anstruther Burghs i va guanyar l'escó, posant fi a la seva carrera política.